# G.722

G.722

G.722 és un estàndard ITU-T de còdec d'àudio de banda ampla de 7kHz que funciona a 48, 56 i 64 kbit/s. Va ser aprovat per ITU-T el novembre de 1988. La tecnologia del còdec es basa en ADPCM de subbanda (SB-ADPCM). El còdec de banda estreta corresponent basat en la mateixa tecnologia és G.726.
G.722 proporciona una qualitat de veu millorada a causa d'un ample de banda de veu més ampli de 50 a 7000 Hz en comparació amb codificadors de veu de banda estreta com G.711 que, en general, estan optimitzats per a una qualitat de cable POTS de 300 a 3400 Hz. Mostra de dades d'àudio G.722 a una velocitat de 16 kHz (utilitzant 14 bits), el doble que les interfícies de telefonia tradicionals, el que resulta en una qualitat i claredat d'àudio superiors. Altres ITU-T 7 còdecs de banda ampla de kHz inclouen G.722.1 i G.722.2. Aquests còdecs no són variants de G.722 i utilitzen diferents tecnologies de compressió patentades. G.722.1 es basa en còdecs Siren i ofereix compressions de velocitat de bits més baixa (24 kbit/s o 32 kbit/s). Utilitza un algorisme de compressió de dades de codificació d'àudio modificada (MDCT). Un G.722.2 més recent, també conegut com AMR-WB ("Adaptive Multirate Wideband") es basa en ACELP i ofereix compressions de velocitat de bits encara més baixes (6,6 kbit/s a 23,85 kbit/s), així com la capacitat d'adaptar-se ràpidament a diferents compressions a mesura que muta la topografia de la xarxa. En aquest últim cas, l'ample de banda es conserva automàticament quan la congestió de la xarxa és alta. Quan la congestió torna a un nivell normal, es restableix una taxa de bits de compressió més baixa i de major qualitat.

## Aplicacions
G.722 és un còdec estàndard de la ITU que proporciona àudio de banda ampla de 7kHz a velocitats de dades de 48, 56 i 64 kbit/s. Això és útil per a aplicacions de veu sobre IP, com ara en una xarxa d'àrea local on l'amplada de banda de la xarxa està fàcilment disponible, i ofereix una millora significativa en la qualitat de la parla respecte als còdecs de banda estreta més antics com ara G.711, sense un augment excessiu de la complexitat d'implementació. Els entorns on l'ample de banda és més restringit poden preferir un dels còdecs més eficients en la velocitat de bits, com ara G.722.1 (Siren7) o G.722.2 (AMR-WB).
G.722 també ha estat àmpliament utilitzat per les emissores de ràdio per enviar àudio de qualitat de comentari a través d'un sol canal B ISDN de 56 o 64 kbit/s (el bit menys significatiu es deixa caure en circuits de 56 kb).
G.722 funciona fent que el senyal de veu entrant passi a través d'un filtre digital que divideix el senyal d'àudio en 0 Hz-a-4 kHz i 4 kHz a-8 bandes d'àudio kHz. Aquestes subbandes es codifiquen després utilitzant la subbanda ADPCM. La major part de l'energia de la veu humana es concentra a la meitat inferior de la banda d'àudio (0–4 kHz), de manera que 48 kbit/s de l'amplada de banda es dediquen a la subbanda inferior i els altres 16 kbit/s s'assignen a la subbanda superior.